# Франсіско Кабальєр
Франсіско Кабальєр (ісп. Francisco Caballer, 14 жовтня 1932 — 4 вересня 2011) — іспанський хокеїст на траві.
Бронзовий призер Олімпійських Ігор 1960 року.